# Леярово
Леярово е село в Югоизточна България. То се намира в община Стралджа, област Ямбол.

## География
Селото попада в обсега на две климатични области – преходноконтинентална и преходносредиземноморска с мека зима, топла пролет и сухо и горещо лято. Средната януарска температура е около -1/0 С, средната юлска температура е около 22 – 23°С, а средната годишна температура е 10 – 12°С. Годишната сума на валежите е от 500 до 750 мм/кв.м, с максимум през юни и с минимум през август. Забелязва се и втори максимум през ноември–декември.
Гората край селото е предпочитано място за ловуване през ловния сезон, на глигани, чакали и пернати.
Въздухът в района е много чист. Най-близкото промишлено предприятие е ТЕЦ „Марица-изток 2“, отстоящ по права линия на около 70 – 80 км. Селото е много близо, (на около 12 км) от новостроящото се голф игрище „Дива роза“.

## История
Старото име на селото е Дюкмен. Благоприятните природни условия са обусловили появата на човешки живот по тези земи още през неолита (6000 – 4000 г. пр. Хр.). Доказателство за това са откритите кости и предмети в пещерата „Мечата дупка“, в местността „Солената вода“ на границата на землищата на селата Борисово и Леярово.
По поречието на Тунджа е минавал път, свързващ севера с морето на юг и заради тази толкова важна артерия целият район около днешното с. Леярово е бил изключително богат. На около 3 – 4 км от селото в местността Марка (има предание че Марк Теренций Варон Лукул е отсядал с част от войските си на това място и затова и до днес местността носи това име) е имало старо селище. Другаде където е имало изградено селище е местността Юрта. През 1844 по материални причини семейството на бъдещия войвода Стефан Караджа се пренася в Дюкмен (дн. Леярово), Ямболско, където баща му – Тодор Димов е внук на странджанския големец Никола Узуна, става пастир за да изхранва семейството си. През 1846 г. семейството с малкия Стефан се прехвърлят в Лудогорието, а през април 1847 г. се настаняват за постоянно в Северна Добруджа. Според професор Михаил Арнаудов в труда му „Научна експедиция в Добруджа, 1917 г.“, Доклади на университетски и други учени. Дял втори. Статии от сборник „Добруджа“. „География, история, етнография, стопанско и държавно-политическо значение“. (Издание на Съюза на българските учени, писатели и художници. София, 1918). В Конгас, което е заселено в Севастополската война и брои сега 150 къщи чисто български, са настанени бежанци главно от селата Дюкмен и Попово (Ямболско). ФОЛКЛОР (Сб. Добруджа, с. 119 – 152). Смята се че са се изселели след оттеглянето на войските на ген. Дибич Задбалкански.

## Други
Подписано е споразумението за изпълнение на проекта „Дива роза“ в Стралджа. Според проекта на територия от 4000 дка в землището на Александрово до 2015 година ще бъдат изградени голф-игрища, 5-звезден хотел, 5000 жилища, СПА и оздравителен център. Курортът ще бъде най-големият по рода си в България.